# Andreas Lawaty
Andreas Lawaty (* 10. März 1953 in Bytom, Polen) ist ein deutscher Historiker und Slawist.
Andreas Lawaty studierte Slawistik und osteuropäische Geschichte an der Portland State University in Portland und Frankfurt am Main. Von 1979 bis 1981 war er als wissenschaftlicher Mitarbeiter bei der Historischen Kommission zu Berlin tätig. 1982 wurde er an der Justus-Liebig-Universität Gießen mit einer Arbeit zum Ende Preußens aus polnischer Sicht bei Klaus Zernack promoviert. Vom gleichen Jahr an bis 2002 arbeitete er als wissenschaftlicher Mitarbeiter, seit 1986 auch als stellvertretender Direktor, am Deutschen Polen-Institut in Darmstadt. Er war von 2002 bis 2010 Direktor am Nordost-Institut. Lawaty ist seit 2006 Mitglied und war von 2008 bis 2011 Präsident des Johann Gottfried Herder-Forschungsrates. von Mai 2010 bis 2016 war er wissenschaftlicher Mitarbeiter am Nordost-Institut.
Seine Forschungsschwerpunkte sind die Geschichte Polens, die Geschichte der deutsch-polnischen Beziehungen, die Ideen- und Begriffsgeschichte, die vergleichende Geschichte Ostmitteleuropas und die russische Kulturgeschichte. Für seine Verdienste um die deutsch-polnische Verständigung wurde er im Jahre 2000 von der Republik Polen mit dem Kavalierskreuz des Verdienstordens der Republik Polen ausgezeichnet. 2018 erhielt er die Ehrenmedaille der Universität Wrocław.

## Schriften
Monografien
- Das Ende Preußens in polnischer Sicht. Zur Kontinuität negativer Wirkungen der preussischen Geschichte auf die deutsch-polnischen Beziehungen (= Veröffentlichungen der Historischen Kommission zu Berlin. Band 63). de Gruyter, Berlin 1986, ISBN 3-11-009936-5 (Zugleich: Gießen, Universität, Dissertation, 1982).

Herausgeberschaften
- mit Marek Zybura: Czesław Miłosz im Jahrhundert der Extreme. Ars poetica – Raumprojektionen – Abgründe – Ars translationis (= Studia Brandtiana. Band 8). fibre, Osnabrück 2013, ISBN 978-3-938400-85-2.
- mit Marek Zybura: Gombrowicz in Europa. Deutsch-polnische Versuche einer kulturellen Verortung (= Veröffentlichungen des Nordost-Instituts. Band 2). Harrassowitz, Wiesbaden 2006, ISBN 3-447-05368-2.
- mit Marek Zybura: Tadeusz Różewicz und die Deutschen (= Veröffentlichungen des Deutschen Polen-Instituts Darmstadt. Band 17). Harrassowitz, Wiesbaden 2003, ISBN 3-447-04814-X.
- mit Hubert Orłowski: Deutsche und Polen. Geschichte, Kultur, Politik. C. H. Beck, München 2003, ISBN 3-406-49436-6.
- Ost West Basar. Ansprachen, Essays, Würdigungen aus den Jahren 1985–1995. Karl Dedecius zum 75. Geburtstag. Ammann, Zürich 1996, ISBN 3-250-10283-0.
- mit Ewa Kobylińska: Religion und Kirche in der modernen Gesellschaft. Polnische und deutsche Erfahrungen (= Veröffentlichungen des Deutschen Polen-Instituts Darmstadt. Band 8). Harrassowitz, Wiesbaden 1994, ISBN 3-447-03475-0.